# Арсений (Соколовский)
Епи́скоп Арсе́ний (в миру Арсений Болеславович Соколовский; 10 (22) октября 1879, Тифлис — 1937) — епископ Русской православной церкви, епископ Оренбургский.

## Биография
Отец — инженер-путеец, поляк и католик. Мать — грузинская княжна Эристова.
Учился на юридическом факультете Санкт-Петербургского университета, обучался в университете в Лозанне.
В анкете арестованного и анкете протокола допроса указал: «С 1920 г. служитель религиозного культа».
30 апреля 1921 года рукоположен в сан диакона целибатом, а 2 мая во священника. Настоятель Технического храма г. Баку. Через несколько дней пострижен в монашество и назначен секретарём Бакинского епископа по делам Кавказского экзархата. Член Бакинского епархиального совета.
В ноябре 1921 года возведён в сан архимандрита в Баку.
Он был всесторонне образован и имел великий ум, что признавали в нём даже люди, не принадлежащие к Церкви.
7 сентября 1924 года в храме Преображения Господня в селе Богородском за Сокольниками хиротонисан во епископа Прикаспийского и Бакинского. Хиротонию возглавил Патриарх Тихон.
В 1925 году, когда обновленцы вели подготовку к «3-му Поместному Собору» (второму обновленческому), прилагая всевозможные усилия к тому, чтобы вовлечь и православных к этому и тем самым усилить свои фонды, епископ Арсений, как и другие чисто православные иерархи, решительно отклонил все их попытки к примирению. Вся их кипучая деятельность, развёрнулась вокруг епископа Арсения для того, чтобы «победить упорство руководителей тихоновщины», но сами же обновленцы вынуждены были сознаться, что их усилия остались тщетными.
В 1928 году был арестован в Баку и осуждён на 5 лет лишения свободы. В 1931 году был реабилитирован.
30 декабря 1931 года — епископ Оренбургский.
Арестован 8 октября 1936 года.
13 мая 1937 года Особым Совещанием при НКВД СССР приговорён к 5 годам ИТЛ.
22 мая 1937 года уволен на покой. По-видимому скончался в том же году.